# خوان إي. غيلبرت
خوان إي. غيلبرت (بالإنجليزية: Juan E. Gilbert)‏ هو عالم حاسوب أمريكي، ولد في 27 فبراير 1969 في هاملتن في الولايات المتحدة.